# أنيل كابور
أنيل كابور (بالهندية: अनिल कपूर)‏ (بالإنجليزية: Anil Kapoor)‏ مولود في (24 ديسمبر 1959) هو ممثل هندي مشهور ولد في مومباي في ماهاراشترا في الهند. متزوج من سونيتا ولديه أبنتان سونام وريا و أبا أرجون وأخيهه سانجاي هو ممثل أيضا أما أخيه بوني فيعمل منتجا للأفلام. في عام 1984 فاز بجائزة مهرجان فيلمفير لأفضل ممثل مساند عن دوره في فيلم Mashaal وفي عام 1988 حصل على جائزة أفضل ممثل في مهرجان فيلمفير عن دوره في فيلم (Tezaab Is Acid) وبعد ذلك بعام واحد حصل على جائزة أفضل ممثل للعام الثاني على التوالي في نفس المهرجان عن دوره في فيلم Beta,ترشح في عام 1995 لجائزة مهرجان فيلمفير لأفضل ممثل عن فيلم 1942: A Love Story ولكنه لم يفز، في عامي 1998 و 2000 فاز بجائزتي فيلمفير الأولى هي جائزة أفضل ممثل باختيار النقاد عن دوره في Virasat والثانية هي جائزة أفضل ممثل مساند عن دوره في Taal ,وبعدها ترشح كابور للجائزة نفسها في الأعوام 2001 و 2006 و 2008 عن أدواره في Pukar و No Entry و Welcome ولكنه لم يفز، في عام 2008 دخل كابور عالم هوليوود من خلال فيلم Slumdog Millionaire و ظهر في عام 2010 بالموسم الثامن من المسلسل الأمريكي 24.

## وصلات خارجية
- أنيل كابور على موقع IMDb (الإنجليزية)
- أنيل كابور على موقع ألو سيني (الفرنسية)
- أنيل كابور على موقع ميوزك برينز (الإنجليزية)
- أنيل كابور على موقع أول موفي (الإنجليزية)
- أنيل كابور على موقع قاعدة بيانات الأفلام السويدية (السويدية)
- أنيل كابور على موقع إن إن دي بي (الإنجليزية)
- أنيل كابور على موقع قاعدة بيانات الفيلم (الإنجليزية)
- أنيل كابور على موقع كينوبويسك (الروسية)